# Tapa Shotor

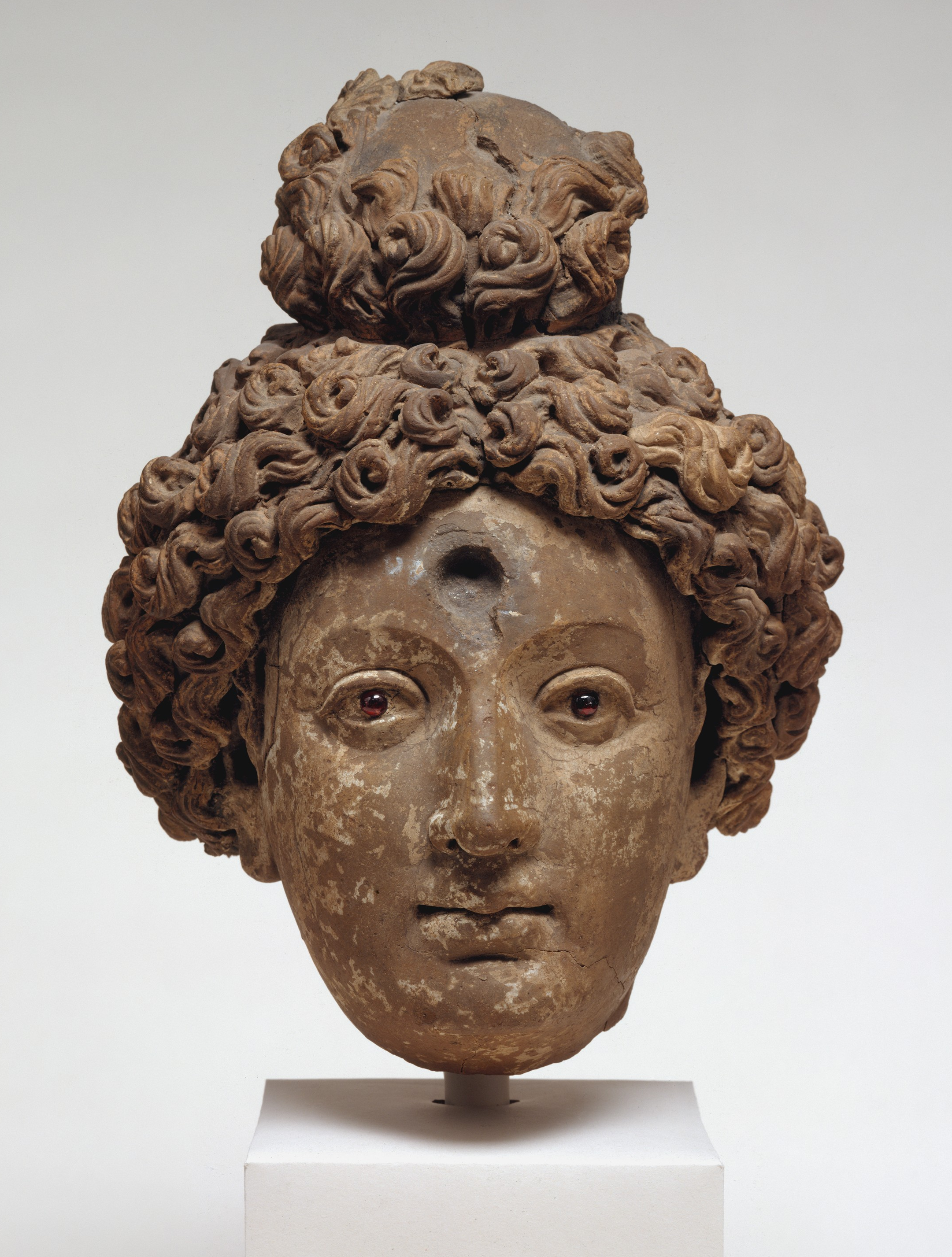
Cabeza de Buda o Bodhisattva, de frente (siglos IV-V), probablemente Hadda, Tapa Shotor.

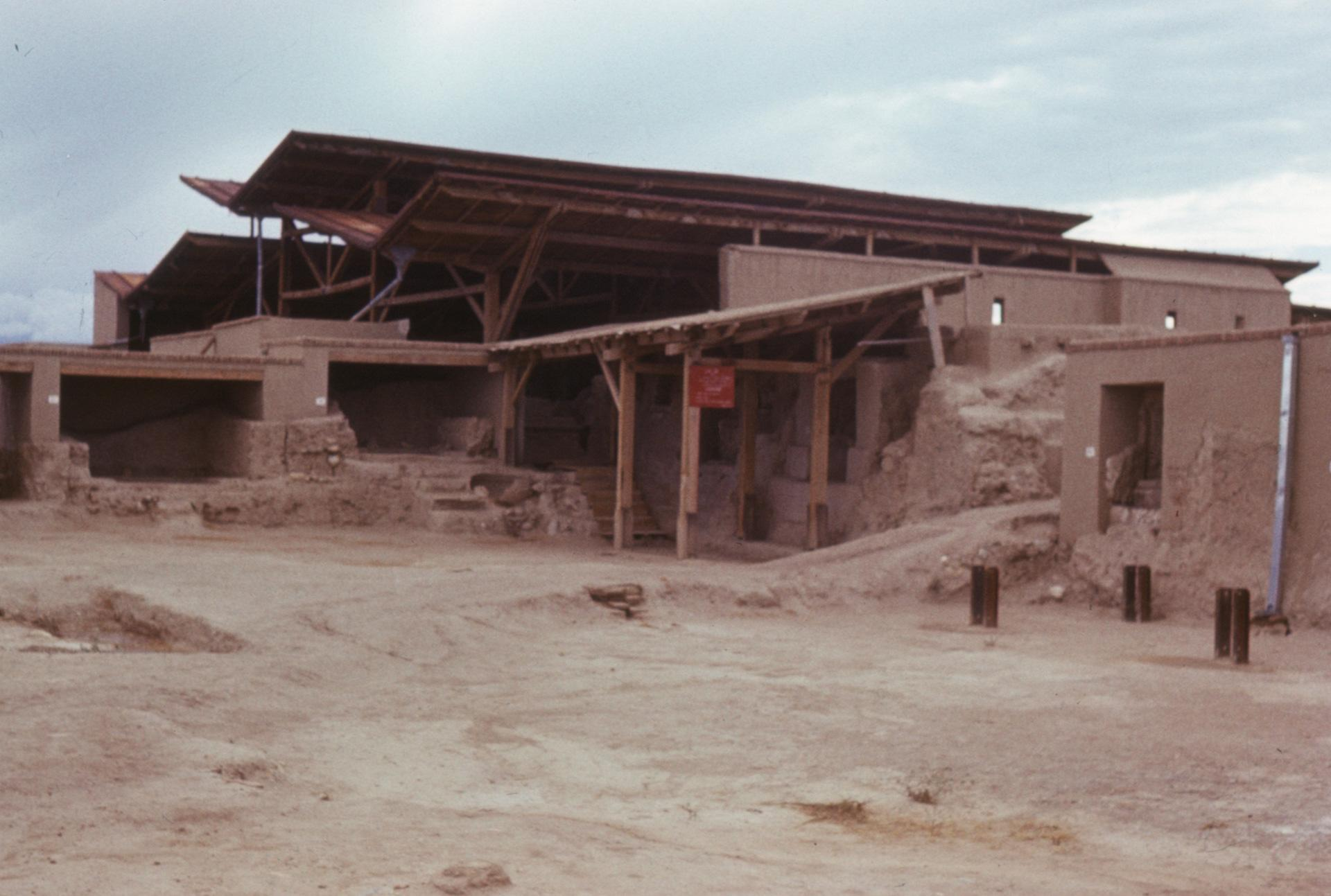
Sitio de Tapa Shotor, con un techo de protección.

Tapa Shotor, también Tape Shotor o Tapa-e-shotor (‘colina de los camellos’), fue un gran monasterio sarvastivadino cerca de Hadda, Afganistán, y es actualmente un yacimiento arqueológico. Según el arqueólogo Raymond Allchin, el yacimiento de Tapa Shotor sugiere que el arte greco-budista de Gandhara descendió directamente del arte de la Bactriana helenística, como se ve en Ai-Khanoum.
El yacimiento de Tapa Shotor fue destruido por un incendio provocado y saqueado en 1992.

## Análisis estilístico
A la vista del estilo de los objetos encontrados en Tapa Shotor, sobre todo de las figuras de arcilla, Allchin sugiere que, o bien los artistas bactrianos vinieron y trabajaron para los monasterios budistas, o bien los artistas locales se habían «familiarizado plenamente» con el arte helenístico. Esta opinión fue confirmada por el arqueólogo que excavó el yacimiento Zemaryalai Tarzi: «a la luz de los últimos descubrimientos ya no hay dudas sobre la prolongación del pasado artístico greco-bactriano». Según Tarzi, Tapa Shotor, con esculturas de arcilla datadas en el siglo II, representa el «eslabón perdido» entre el arte helenístico de Bactriana, y las posteriores esculturas de estuco encontradas en Hadda, normalmente datadas en los siglos III y IV. Las esculturas de Tapa Shortor son también contemporáneas de muchas de las primeras esculturas budistas encontradas en Gandhara. Tradicionalmente, el influjo de artistas conocedores del arte helenístico se ha atribuido a la migración de las poblaciones griegas de las ciudades greco-bactrianas de Ai-Khanoum y Takhti-Sangin. Tarzi sugirió además que las poblaciones griegas se establecieron en las llanuras de Yalalabad, que incluían Hadda, alrededor de la ciudad helenística de Dionisópolis, y que fueron responsables de las creaciones budistas de Tapa Shotor en el siglo II.

## Cronología
Según el arqueólogo Zemaryalai Tarzi, el primer periodo premonástico de Tapa Shotor corresponde al reinado del rey indoescita Azes II (35-12 a. C.) El primer periodo budista data del reinado del rey kushan Huvishka (155-187 a. C.). Este periodo corresponde a la creación de la vihara, y de los nichos 1, 2 y 3 en particular[10] El periodo posterior a Vasudeva I hasta los últimos kushanos (225-350 d.{{esd})C.) vio la creación del nicho XIII. Después de los kushanos, un periodo del yacimiento corresponde a los kidaritas (siglos IV-V). El yacimiento permaneció inactivo durante unos 250 años, desde aproximadamente el 500 al 750. Siguió un último periodo de actividad, marcado únicamente por las restauraciones, antes de la destrucción del yacimiento por un incendio en el siglo IX. El periodo se ha estructurado de la siguiente manera:
- Tapa Shotor I: Indoescita rey Azes II (35-12 a. C.)
- Tapa Shotor II: Kushán rey Huvishka (155-187 EC). Vihara, y nichos V1, V2 y V3
- Tapa Shotor III: (187-191)
- Tapa Shotor IV: Vasudeva I (191-225)
- Tapa Shotor V: Los últimos kushanos (225-350)
- Tapa Shotor VI: Kidaritas (350-450)
- Tapa Shotor VII: siglo V
- Tapa Shotor VIII: siglo VI. Corresponde al primer período de la Tapa Tope Kalan.
- hiato (siglo VI-VIII)
- Tapa Shotor IX: mediados del siglo VIII-siglo IX. Destrucción por incendio

## Excavación
El monasterio fue excavado por un equipo arqueológico afgano. Se encontraron numerosas esculturas en un entorno arqueológicamente intacto, lo que proporcionó grandes conocimientos sobre el arte de la región. Se excavó una estupa en el patio principal.
En las ruinas se encontró una moneda del rey indogriego Menandro I, pero la abundancia de hallazgos de monedas kushanas sugiere una fecha principal del siglo IV de nuestra era para el sitio.
Tapa Shortor contaba con una hermosa estatuaria de estilo helenístico, en particular un Buda sentado acompañado por Heracles-Vajrapani y una mujer parecida a Tique que sostenía una cornucopia, actualmente destruida (nicho V2). Otro tiene un asistente que recuerda el retrato de Alejandro Magno. Boardman sugirió que la escultura de la zona podría ser una «incipiente escultura budista en estilo indo-griego».
Muchas de las estatuas son representaciones tridimensionales en forma circular, un caso poco frecuente en la zona de Hadda, que relaciona el estilo de Tapa Shotor con el arte helenístico de Bactriana, y con las cuevas budistas de Sinkiang como las cuevas de Mogao, probablemente inspiradas directamente en ellas.
Varios nichos muestran escenas de Buda rodeado de asistentes (especialmente los nichos V1, V2, V3). El nicho XIII, o «nicho acuático», también muestra la escultura en redondo, y representa a Naga Kalika prediciendo el éxito del Bodhisattva para alcanzar la iluminación. El nicho está fechado en el periodo 250-350, y probablemente coincide con las esculturas de arcilla del Templo II de Panjakent. Estas esculturas son de arcilla, mientras que en el yacimiento también se pueden ver esculturas posteriores moldeadas en estuco.

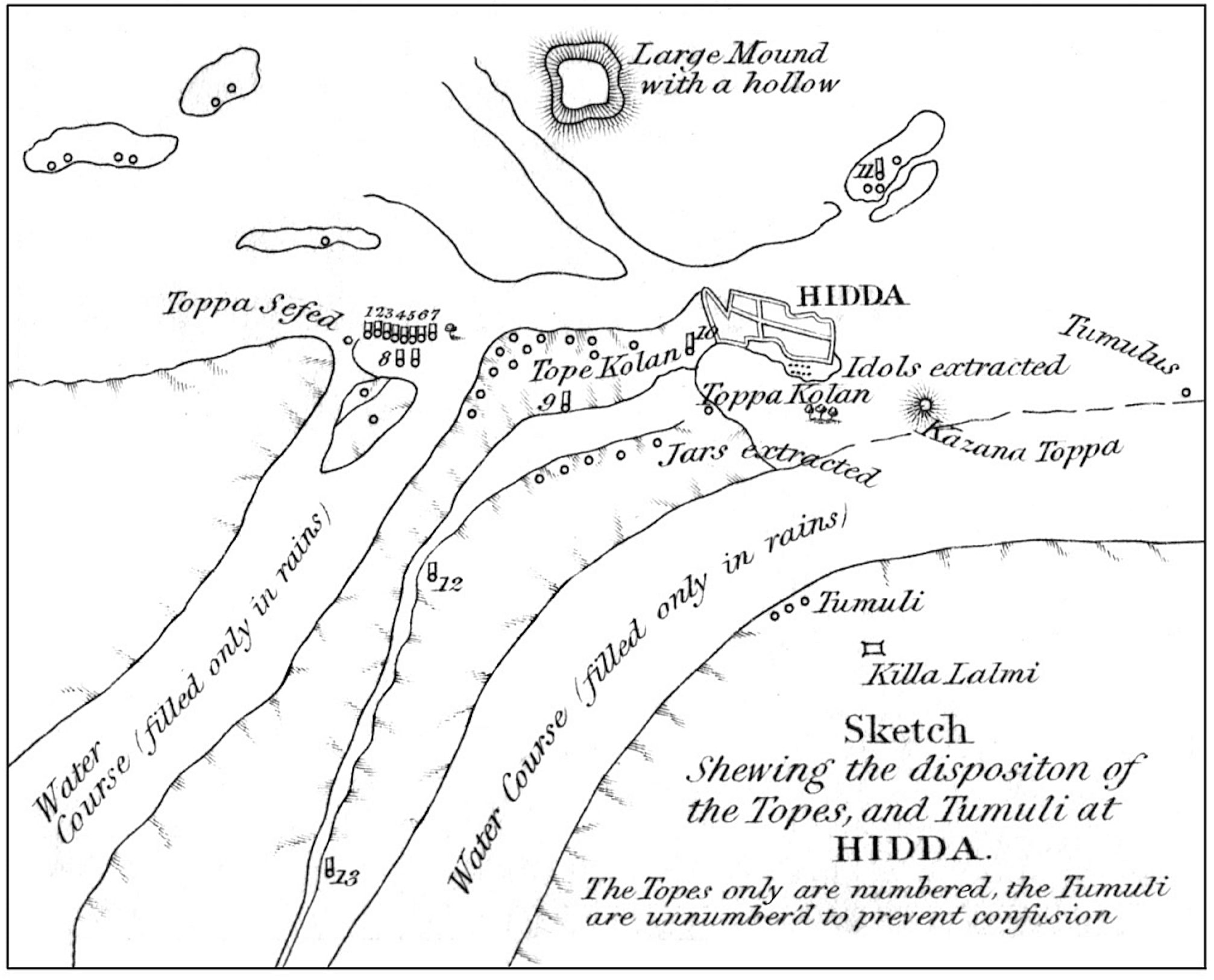
Mapa de Hadda, realizado por Charles Masson en 1841. Tapa Shotor era el «Gran Montículo con una hondonada»".
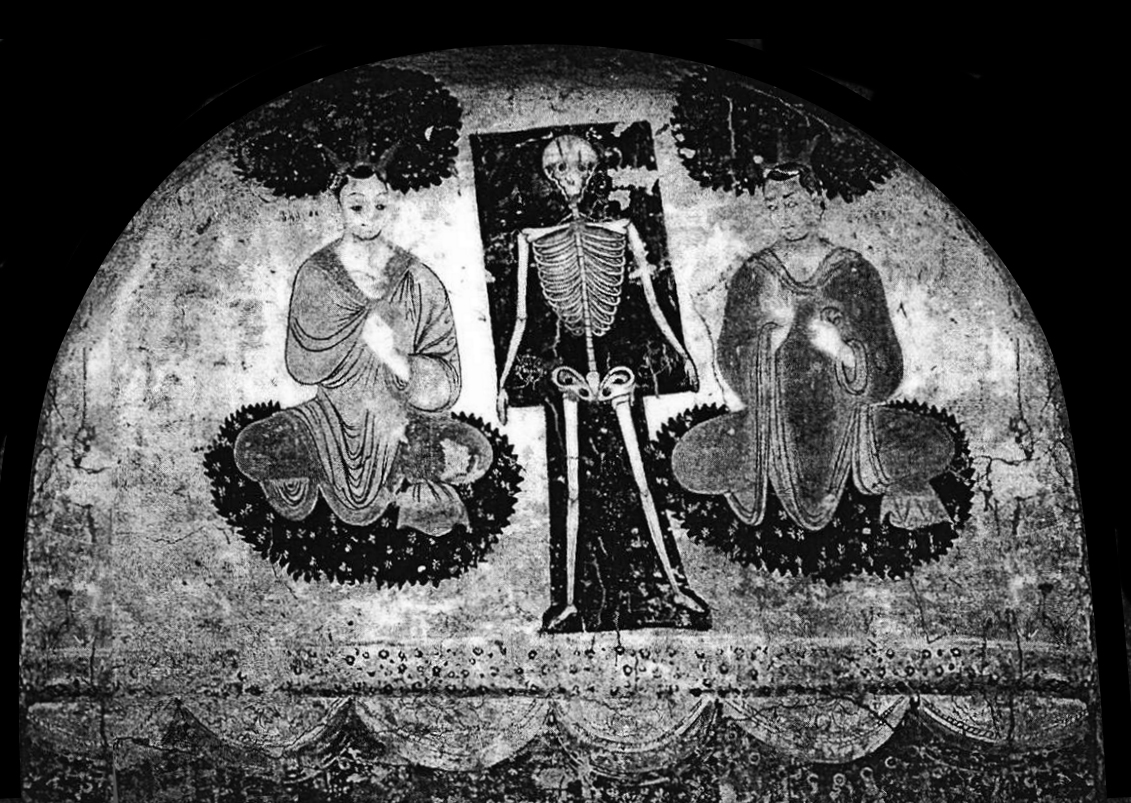
Pintura de la luneta de una cámara de meditación subterránea.[21] Tapa Shotor, periodo VI (350-450 A. C.).
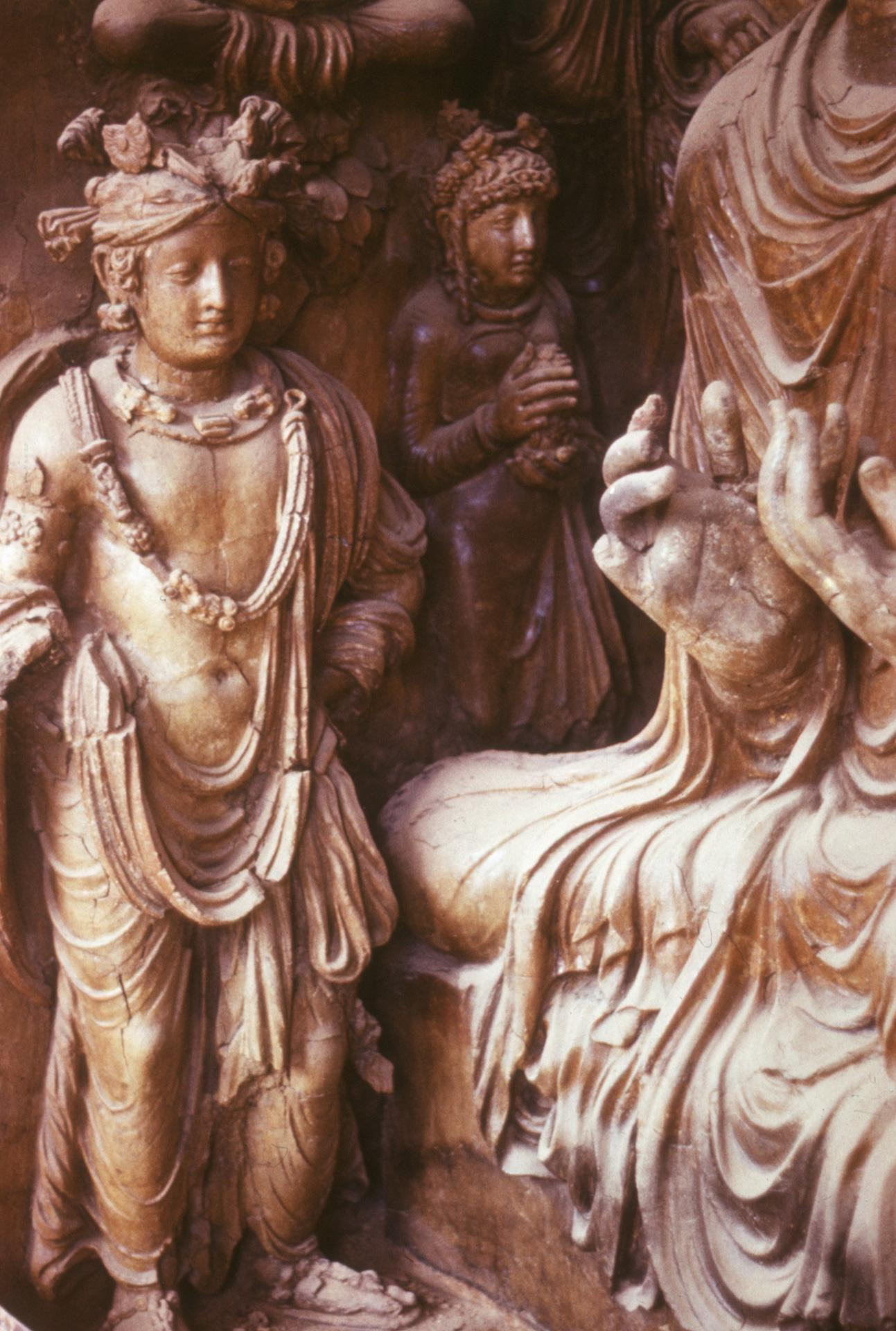
Asistentes del Buda, Tapa Shotor (Nicho V1)
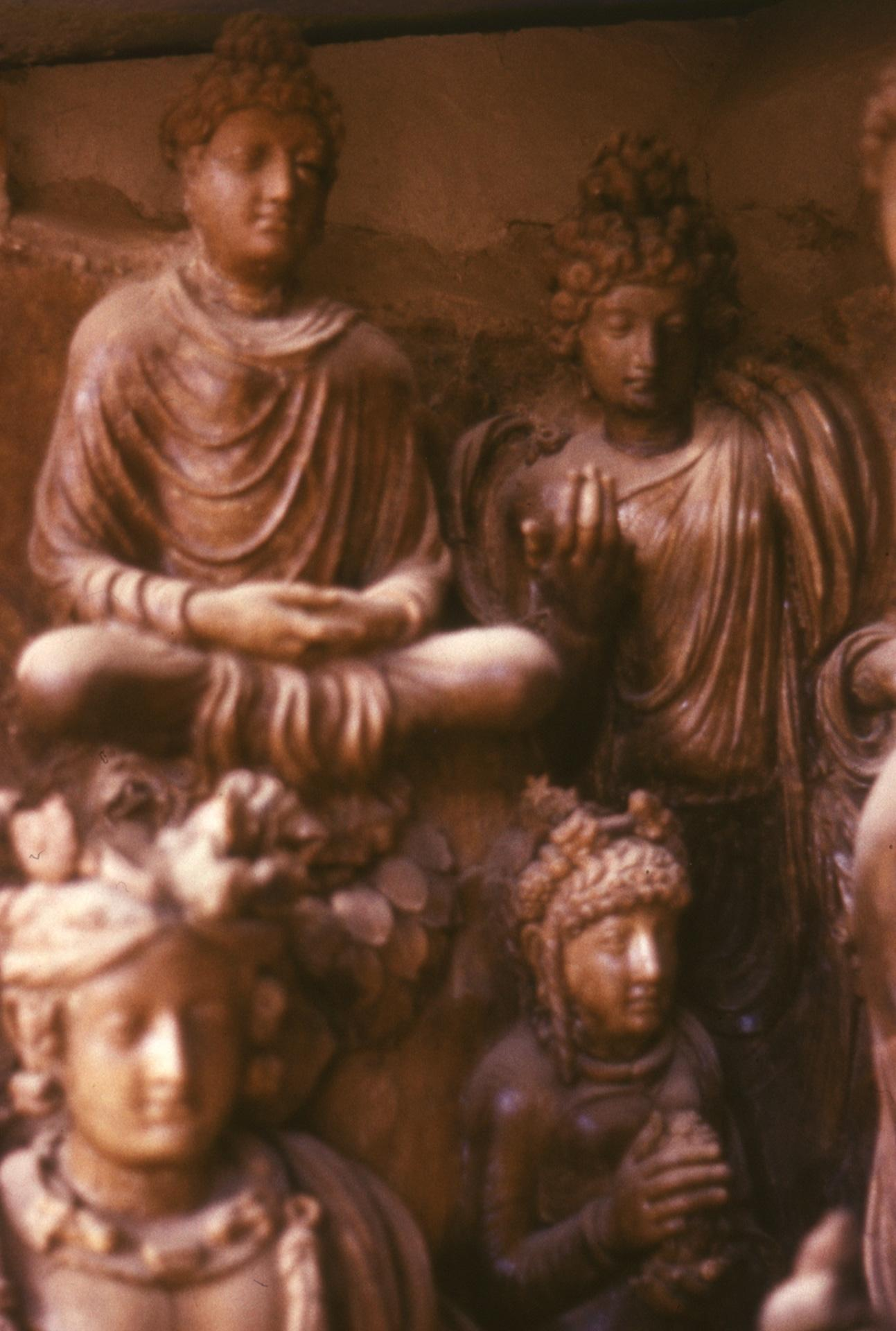
Asistentes de Buda, Tapa Shotor (Nicho V1)
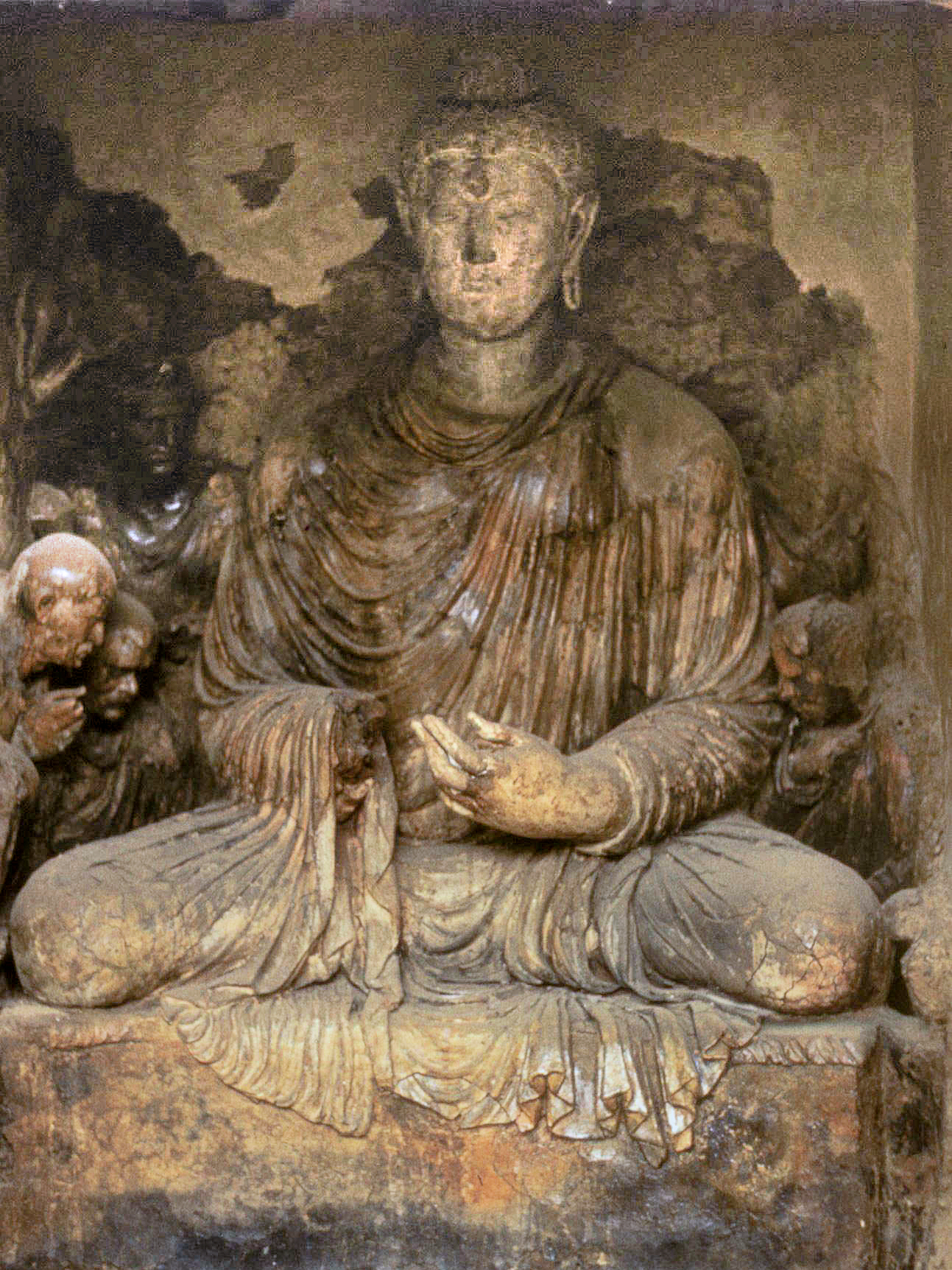
Buda sentado con el asistente "Vajrapani-Alexander". Tapa Shotor (Nicho V3).
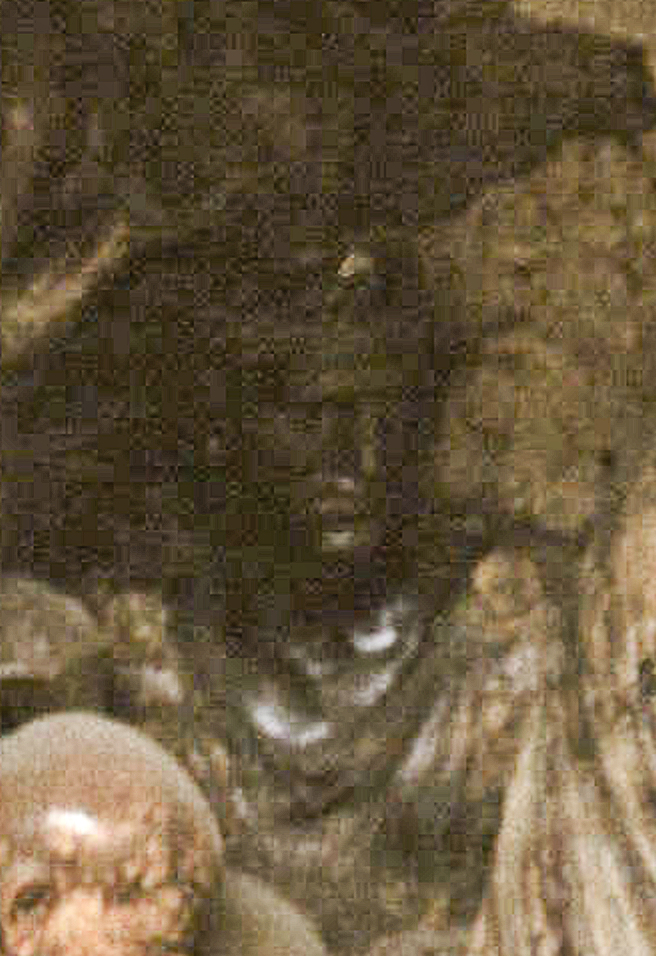
Jefe de "Vajrapani-Alexander", Tapa (Nicho V3).
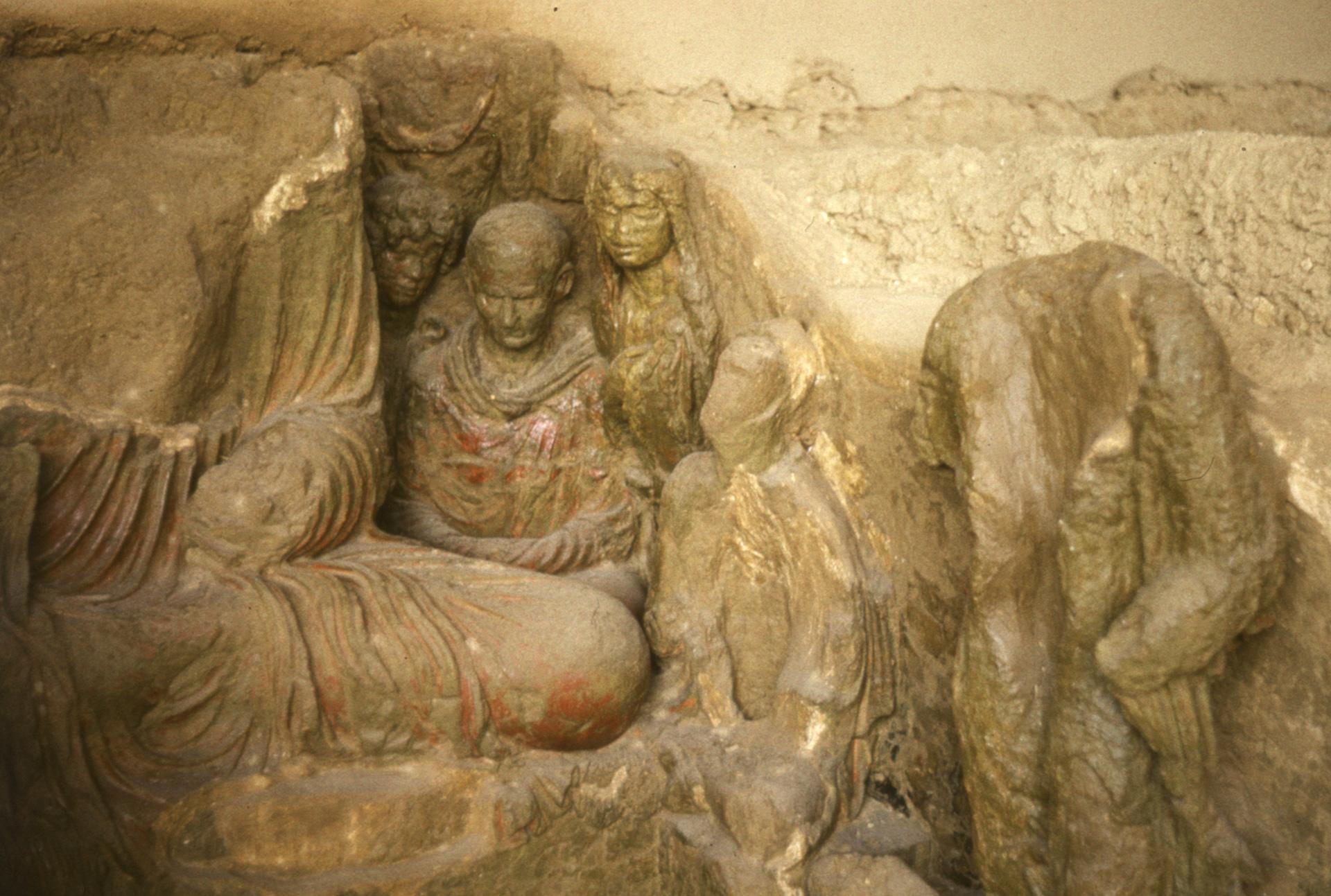
Asistentes de Buda, Tapa Shotor
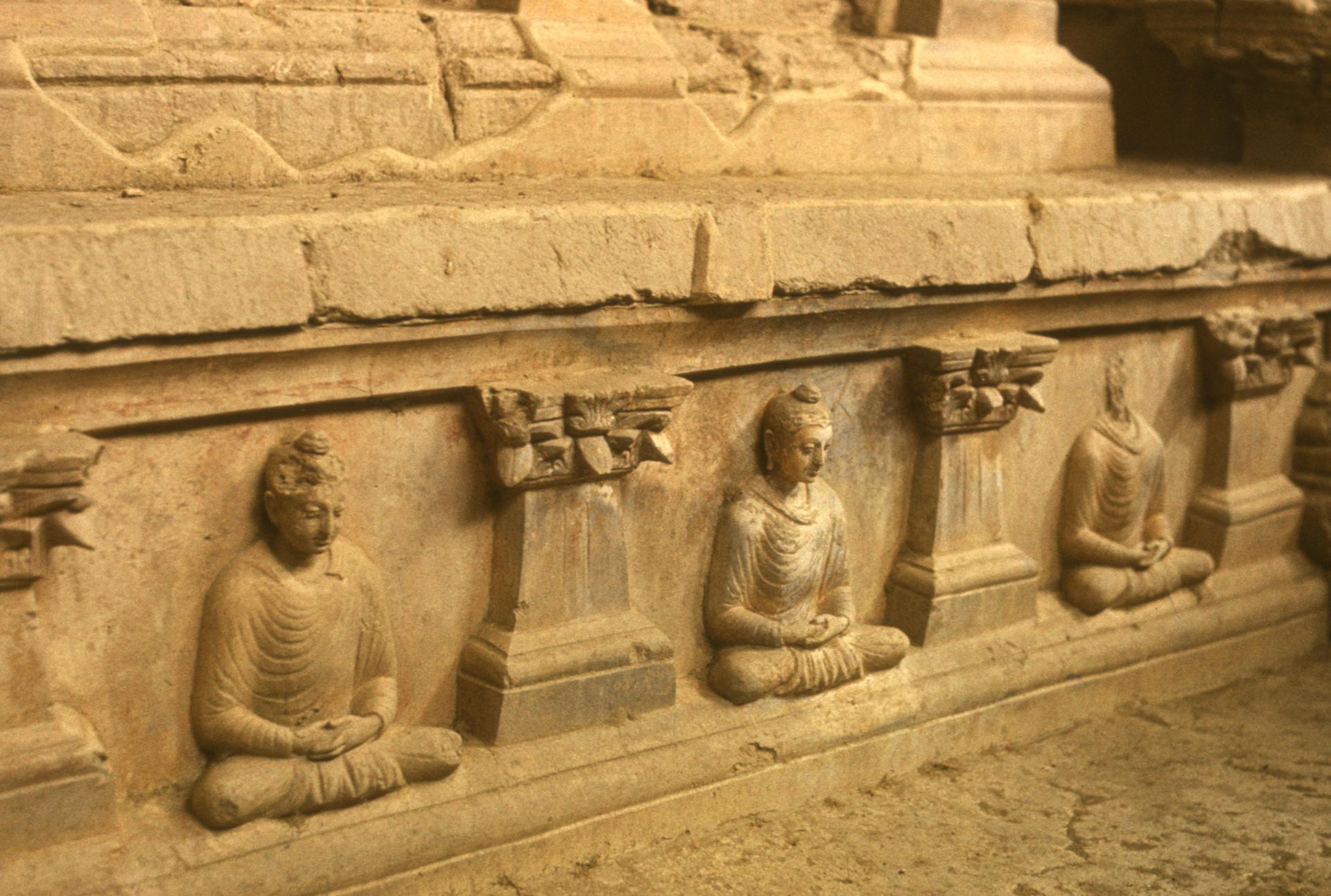
Pequeñas estupas decoradas en Tapa Shotor.